# Seminola
Los seminolas son un pueblo indígena de Norteamérica de la familia lingüística muscogui. No está claro si su nombre procede de la palabra «muscogui» (Isti) simano-li, que significa «desertores» o «meridionales», o del término español «cimarrón» (de esta palabra española deriva el nombre «marrons» con que los llamaron los francófonos). Ellos mismos se llaman «Ikaniuksalgi», que significa «gente de la península». 
Antiguamente residían al norte de la península de Florida. Actualmente están divididos en dos grupos. El más numeroso vive en Wevoka (condado de Seminole, Oklahoma) y el resto sigue viviendo en Florida, en las reservas de Big Cypress Swamp/Pantano Gran Ciprés (los mikasuki), Brighton, Dania, Seminole y Tamiami Trail.

## Demografía
En 1817 eran 20 000 indios y 800 esclavos negros huidos. Tras una feroz guerra con los colonos y el ejército estadounidense quedaron reducidos a 15 000; en 1835 su número se recuperó, pero tras el sometimiento final miles perdieron la vida o su identidad cultural.
En 1951 eran 2757, de los que 1700 se consideraban sin mestizaje; hacia 1960 había 675 en Florida y 2600 en Oklahoma. Según el censo de 1990, 4100 seminolas residían en Oklahoma y 2500 en Florida. Los datos del año 2000 cifran en 27 431 los seminolas y en 189 los mikasuki.
Según datos del BIA de 1995, esta era su distribución:
- Los Seminole nation (nación seminola) en la Wevoka Agency (Oklahoma) con 6667 habitantes.
- La Seminole tribe (tribu seminola) en la Seminole Agency (Florida), con 2292 habitantes.
- La Miccosukee tribe (tribu Miccosuqui), en Florida con 589 habitantes.
- Los seminolas negros que viven esparcidos en Oklahoma, Bahamas, Texas y en Coahuila (en este estado mexicano cuentan con 700 habitantes (2000).

## Costumbres

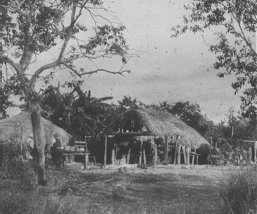
Un chiki, vivienda tradicional seminola.

Antiguamente formaban parte de los muscogui (creek), especialmente del grupo del sudoeste o hitchiti, y de ellos mantuvieron la mayor parte de las costumbres. Estaban divididos en 14 clanes (ciervo, viento, castor, oso, etc..) y vivían en casas de plataforma conocidas como chikis, construidas de palmeras y paja en palos sobre el suelo. Vivían del cultivo de verduras y tabaco, de la caza de mamíferos marinos, tortugas, cocodrilos y mofetas, así como de la pesca. Uno de los platos típicos es el sofki, sopa de maíz con cenizas de madera.
Creían en Fishakikomenchi, creador del mundo, que debía de enfrentarse a Yohewa, fuerza del mal. La organización familiar es matrilineal, aunque aún quedan restos de los antiguos clanes. Antiguamente, el matrimonio se realizaba estrictamente dentro del clan. Durante la pubertad, las mujeres recibían un collar de cuentas.
Vestían ropas multicolores cosidas con bandas intercaladas. Las mujeres llevaban faldas largas confeccionadas antiguamente con piel de ciervo. Los hombres vestían sombreros realizados con tela similar a los turbantes, mientras que las mujeres llevaban peinados complicadísimos. A principios del siglo XX tenían 20 poblados, siendo Mikasuki y Tallahassee los principales. Los de mikasuki eran conocidos como red stick ya que su emblema de guerra era un bastón rojo. 
Los seminolas de Florida han conservado la mayoría de las costumbres creek, como la bebida negra, el busk o danza del maíz verde y la monogamia. Los mikasuki aún utilizan para pescar canoas con percha. Tienen incluso una emisora de televisión pública.

## Historia

### SigloXVIII
Formaron parte del pueblo creek hasta que en 1715 los ingleses deportaron a los apalachee y a los timucua de Florida y se establecieron en el norte de Florida, ocupando las tierras entre los ríos Sissimneem, Withlacoochee y el lago Okeechobee. Derrotaron a los yamasee y a los españoles y desplazaron a los oconi. Desde 1785 dejaron de ser considerados creek y pasaron a ser una tribu independiente. En 1813 acogieron a más fugitivos creek, así como esclavos fugados. Por este motivo, en 1816 un grupo de cazadores de esclavos atacó a la tribu, matando a 300 seminolas en venganza por la muerte de un grupo de cazadores. 

### SigloXIX
Entre 1817 y 1818, entraron en guerra con los norteamericanos de la mano de Andrew Jackson a causa de la huida de los esclavos negros, acogidos por la tribu y por los españoles.  
Muchos eslavos negros que huían hacia Florida en búsqueda de libertad. Algunos se unieron a los semínolas, integrándose en su tribu. Otros esclavos negros que alcanzaban la Florida  para ser libres eran acogidos por autoridades españolas que les permitieron asentarse en su propia ciudad, a la que llamaron Fuerte Mosé, muy cerca de San Agustín.  
Durante estos años tuvo lugar las guerras seminolas, siendo la transcurrida entre el 1817 y 1818 la primera  guerra seminola. Periodo en el que Florida quedó bajo dominio estadounidense, siendo reconocido por España un año después con en el tratado de Adams-Onís (1819), ratificado en 1821.
El 6 de octubre de 1823, unos 70 jefes seminolas discutieron con el gobernador de Florida el proyecto de trasladarse hacia Oklahoma. Así, en 1832 se firmó el tratado de Fort Gibson, aunque al no firmarlo ni Micanopy ni Eematla/King Philip perdió efectividad.

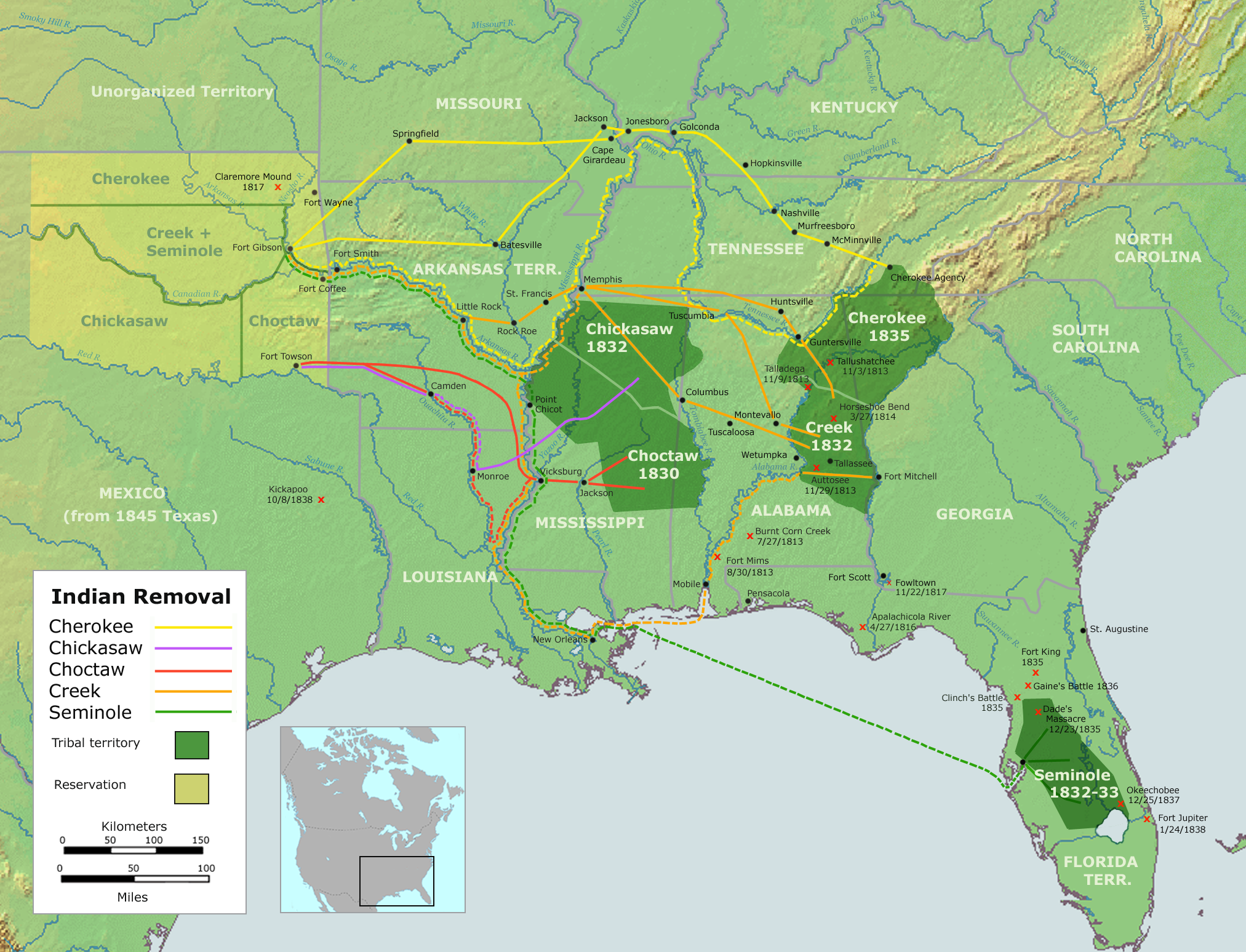
Traslado forzoso (sendero de lágrimas) de los seminola 1832-1833.

Aun así, por el tratado de Payne's Landing de 1832, se les ordenó abandonar Florida y trasladarse al oeste del río Misisipi, aunque este punto no afectaba a aquellos que no tenían sangre negra. Por eso, una parte importante de la tribu se rebeló bajo el mando de Así Yoholo, también conocido como Osceola, nombre que significa "bebida negra", quien estaba casado con Checoter/Morning Dew, una esclava huida que no estaba afectada por el traslado y a quien en más de una ocasión intentaron rescatar los negreros. 
El traslado se inició el 1 de diciembre de 1835, pero el día 28 Osceola masacró a una columna de 107 soldados comandados por el mayor Dade y mató a Charley Emathla, jefe seminola partidario del traslado a Oklahoma. También asesinó a William Thomson, agente indio en Fort King. Se inició así una guerra sangrienta que no terminó hasta 1842; se saldó con la muerte de 1500 soldados y la pérdida de 10 millones de dólares. Otros destacados dirigentes seminolas fueron Jumper, Alligator y Micanopy; en la contienda se enfrentaron unos 3000 guerreros contra 20 000 soldados. En octubre de 1837, Osceola fue hecho prisionero a traición durante una tregua que no fue respetada por el general Thomas Jesup. Con él fueron también apresados Micanopy y 11 guerreros más en San Agustín; la detención se produjo cuando se dirigían a solicitar la liberación de King Philip. Osceola falleció el 20 de enero de 1838 en Fort Moultrie (Charleston, Carolina del Norte).
Su sucesor, Coacoochee (Wild Cat), continuó con la lucha hasta 1841, año en que se rindió. Finalmente, en 1842 la mayor parte de los seminolas (entre 3800 indios y 5000, según las fuentes) fueron trasladados a territorio indio y sus descendientes se unieron a las cinco tribus civilizadas. Allí formaron 25 villas dirigidas por una tustanugee. En 1856 se les asignó una nueva reserva por disturbios con los creek, lo que provocó protestas. En 1850, un grupo liderado por Coacoochee se dirigió hacia Eagle Pass (en Texas), cruzando a Coahuila, donde aún viven sus descendientes. Colaboraron en la guerra contra los apaches y se establecieron en Nacimiento de los Negros, Coahuila. Ahí viven hasta la fecha. En 1860 crearon un consejo tribal, pero la guerra de Secesión les dividió: aunque tres cuartas partes permanecieron neutrales, el jefe John Jumper, hijo de Jumper, se puso de parte de los confederados, mientras que otro grupo apoyó a los unionistas mediante la Home Guard Brigade.
Por este motivo, en 1866 se les obligó a ceder dos millones de acres a los Estados Unidos a cambio de 200 000 más y en 1868 fueron reconocidos como la "Nación seminola de Oklahoma". Pero en 1890 se les empezó a aplicar la Dawes Act, disolviendo la propiedad colectiva de la tierra. En 1895, el ferrocarril atravesó el territorio, lo que llevó a la zona a numerosos colonos. En 1898 se les aplicó la Seminole Agreement Allotment por la que se parcelaba la propiedad de la tribu. Además, al constituirse el estado de Oklahoma, los gobiernos tribales, incluido el seminola, fueron disueltos. Hasta 1969 no consiguieron el derecho de rehacer la Constitución de la nación seminola de Oklahoma, que les permitía escoger un consejo seminola de 28 miembros (dos por cada uno de los 14 clanes); en 1970 obtuvieron el derecho a elegir sus propios jefes y a construir escuelas.
Otro grupo menos numeroso permaneció en los Everglades de Florida, fueron olvidados y aumentaron de forma considerable. Se dividieron en dos grupos: los mikasuki y los cow creek. En 1855 se descubrió otro grupo en los Everglades, dirigido por Halpatter Micco (Billy Bowlegs) quienes, tras unas cuantas escaramuzas, fueron trasladados a Oklahoma. 

### SigloXX

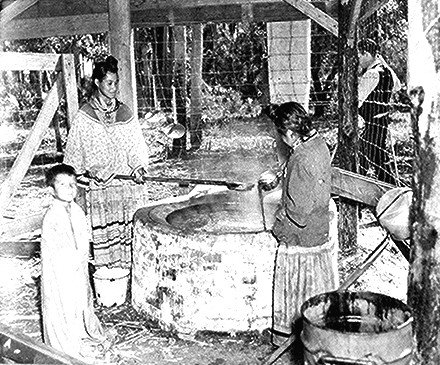
Mujeres seminolas cocinando jarabe de caña en Florida, 1941.

Entre 1905 y 1921 se produjeron conflictos de tierras a causa del drenaje de los Everglades. En 1911 se crearon las dos primeras reservas en Florida: Big Cypress (42 800 acres) y Dania (480 acres), lo que no evitó que durante la Primera Guerra Mundial se les dividiera la tierra con la promoción del turismo. Tuvieron nuevos conflictos en 1923 con el descubrimiento de petróleo en su territorio y la apertura de los campos de extracción. Los jefes Alice B. Davis y George Jones se negaron a vender la tierra tribal a los petroleros. En 1927 abrieron una escuela en Dania y en 1928 su territorio quedó atravesado por la carretera de Tampa a Tallahassee. En 1935 se creó la reserva de Brighton (108 000 acres). Durante estos años se renovaron las tradiciones populares gracias al pastor baptista Josie Billie, hijo de un mikasuki.
En 1966, un grupo de mikasukis visitó Cuba junto a los tuscarora y "reconocieron" el gobierno de Fidel Castro. Entre 1960 y 1980 mejoraron la economía de las reservas con la creación de supermercados, restaurantes y pequeñas industrias. Hasta 1967 no se escogió a una mujer como miembro, Betty Mae Jumper.
Las protestas por el expolio de sus tierras, no cesaron. En mayo de 1964 una comisión evaluó los territorios que habían perdido en 40 millones de dólares. El pago de la indemnización no se produjo hasta 1990 cuando el gobierno de los Estados Unidos les entregó 46 millones de dólares, el 75 % para los seminolas de Oklahoma y el 25 % restante, para los de Florida. 

### Actualidad
Gran parte de los ingresos de los seminolas, así como los de otras tribus de Estados Unidos, como los klamath, proceden de los casinos que controlan. En diciembre de 2006, los seminolas de Florida adquirieron la poderosa empresa Hard Rock, propietaria de la famosa cadena de restaurantes Hard Rock Cafe, con franquicias en todo el mundo.

## Jefes de los seminolas de Florida
| Jefes principales |                         |                                  |
| periodo           | caudillo                | fechas nacimiento (*)/muerte (†) |
| 1750 - 1785       | Cowkeeper (Abaya)       |                                  |
| 1785 - 1812       | King Payne              |                                  |
| 1812 - 1821       | King Bowlegs            |                                  |
| 1821 - 1849       | Mikanopi (Sint Chakkee) | († 1849)                         |

| Jefes de guerra |                                 |                                 |
| periodo         | caudillo                        | fechas nacimiento (*)/muerte(†) |
| 1835 - 1837     | Osceola (William Powell)        | 1804 - 1838                     |
| 1837 - 1842     | Abiaka (Sam Jones)              | 1774 - 1866                     |
| 1856 - 1858     | Halpatter Micco (Billy Bowlegs) | 1810 - 1864                     |

| Portavoces  |                       |                                  |
| periodo     | portavoz              | fechas nacimiento (*)/muerte (†) |
| 1953 - 1967 | Bill "Billy" Osceola  |                                  |
| 1967 - 1971 | Betty Mae Jumper      | (* 1923)                         |
| 1971 - 1979 | Howard E. Tommie      |                                  |
| 1979 - 2001 | James E. "Jim" Billie | (* 1944)                         |
| 2001 -      | Mitchell Cypress      | (* 1947)                         |

## Jefes de los seminolas de Oklahoma
| periodo     | caudillo                        | fechas nacimiento (*)/muerte (†) |
| 1839 - 1841 | Mikanopi                        | († 1849)                         |
| 1841 - 18.. | Miconnutcharsar "Jim Jumper"    |                                  |
| 18.. - 1865 | John Jumper                     | (1820 - 1896)                    |
| 1866 - 1881 | John Chupco                     | († 1881)                         |
| 1881 - 1882 | Hulputta Che                    |                                  |
| 1882 - 1885 | John Jumper                     |                                  |
| 1885 - 1901 | John Frippo Brown (primera vez) |                                  |
| 1901 - 1905 | Hulputta Micco                  |                                  |
| 1905 - 1919 | John Frippo Brown (segunda vez) |                                  |
|             |                                 |                                  |
| 1922 - 1935 | Alice Brown Davis               | (1852 - 1935)                    |
| 1935 - 1936 | Chilli Fish                     |                                  |
| 1936 - 1942 | George Jones                    |                                  |
| 1942 - 1944 | Willie Haney                    |                                  |
| 1944 - 1946 | Jeffie Brown                    |                                  |
| 1948 - 1952 | George Harjo                    | (1886 - 1952)                    |
| 1952 - 1954 | Marci Cullie                    | (1910)                           |
| 1955 - 1959 | Philip Walker                   |                                  |
| 1960 - 1969 | John A. Brown                   |                                  |
| 1969 - 1972 | Terry Walker                    |                                  |
| 1972 - 1973 | Floyd Harjo                     |                                  |
| 1973 - 1977 | Edwin Tanyan (primera vez)      |                                  |
| 1977 - 1978 | Richmond Tiger                  |                                  |
| 1978 - 1981 | Tom Palmer                      |                                  |
| 1979 - 1985 | James Milan                     |                                  |
| 1985 - 1989 | Edwin Tanyan (segunda vez)      |                                  |
| 1989 - 2001 | Jerry Haney                     |                                  |
| 2001 -      | Kenneth Edward Chambers         |                                  |